# 厚唇真鮡
厚唇真鮡，為輻鰭魚綱鯰形目鮡科的其中一種，為熱帶淡水魚類，分布於亞洲巴基斯坦Chenab河流域，體長可達9.3公分，棲息在礫石底質淺水域，生活習性不明。

## 扩展阅读
維基物種上的相關：厚唇真鮡